# Межетчина
Межетчина — деревня в Износковском районе Калужской области Российской Федерации. Входит в состав сельского поселения «Деревня Михали».

## Этимология
Названа в честь боярина Данилы Ивановича Мезецкого.

## Физико-географическое положение
Находится на северо-западной окраине Калужской области, на границе со Смоленской областью. Стоит на берегах реки Шаня. В геоморфологическом плане относится к Смоленско-Московской возвышенности. Ближайший город — Медынь (43 км), ближайшие населённые пункты — деревня Козлаково(2,9 км), деревня Михали (2,9 км). 

## История

### XVII век
1626 год, деревня Межетчина впервые упоминается в письменных источниках, как село Новое Введенское Михайловского стана Можайского уезда — на реке Шаня. Село принадлежало боярину царя Михаила Фёдоровича Романова, князю Даниле Ивановичу Мезецкому. Село признаётся старинной вотчиной князя, возведено оно на месте бывшей деревни Селиваново, у села место церковное, где была церковь Введения Пресвятой Богородицы и придел Николая Чудотворца. Вотчина пожалована князю царём Фёдором Ивановичем.
1646 год, 28 декабря за стольником Родионом Матвеевичем Стрешневым (1628—1687) записано, полученное в качестве приданого село Новое Введенское (Селиваново) Михайловского стана Можайского уезда с деревнями, починками, селищами и пустошами. Жена его, Мария(Марфа) Семёновна Давыдова(?—1662), приходилась внучкой князю Никите Михайловичу Мезецкому(брату Данилы Ивановича), вместе с Ново-Введенским Р. М. Стрешнев получил деревни Рябиково, Озарово, Зубарево, Холмино, починок Клепиково, пустоши А(с?)танки, Орлец, Юрково, Сергеево.
1653 год, село Новое Введенское — вотчина жены окольничего, князя Петра Фёдоровича Волконского (Челобитный приказ), Пелагеи Григорьевны
1662 год, на старом церковном месте строится новая церковь Спаса Нерукотворного образа с приделом Иоанна Предтечи.
1680 год, Пелагея Григорьевна Волконская продаёт Ново Введенское дьяку Семёну Ивановичу Комзину. К селу также приписаны (припущены) деревня Коншино-Хлобово, селище Симоновское, селище Леденёво-Лимоново. Рядом стоят: деревня Марково (вотчинника Михалёва), деревня Зубарево (вотчинника Голубнева) на реке Руди(Рудне), деревня, что была починком Клепиково на реках Руди и Шане, деревне Озерово-Голиниское. Деревнями владеют Семён Иванович Комзин и стольник Никита Иванович Остафьев.

### XVIII век
1712 год, полсела Ново Введенское отдано (отказано) стольнику Никите Ивановичу Остафьеву.
1713 год, от стольника Никиты Остафьева Ново Введенское перешло к Моисею Ивановичу Буженинову.
1716 год, по смерти М. И. Буженинова указная часть имения перешла к его вдове, Татьяне Степановне, а остальное имение — его брату, Степану Степановичу Буженинову.
1724 год, на карте окрестностей Можайска Николаса Делиля указано село [Ново] В[в]еденское и [о]Зарово.
1774 год, на карте Горихвостова нанесено село Нововведенское, сельцо Азарово, деревня Азарово, сельцо Михайловское
1782 год, по описанию 1782 года, Нововведенское — село на берегах реки Шаня, земли: 1655 десятин, 2345 сажень.

### XIX век
1828 год, генерал от кавалерии граф Василий Васильевич Орлов-Денисов строит в селе каменную церковь с колокольней с приделами в честь Введения и иконы Божией Матери Скоропослушницы.
1863 год, под названием село Межетчино, стоит на тракте Медынь—Гжатск. При селе — православная церковь.
1882 год, открывается богадельня на 6 человек для крестьянок Межетчинской волости
1895 год, В селе открывается православное благотворительное общество во имя Пресвятой Богородицы Скоропослушницы

### XX век
1918 год: При подавлении крестьянского Медынского восстания 15 ноября отряд стрелков-латышей был направлен от Ивановского на Шумово, Гусево, Шанский Завод, Спас-Кузово, Михалево, Межетчино, Передел, Незамаево, Кременское.
Великая Отечественная война
сокращения: А — армия, ап — артиллерийский полк, сд — стрелковая дивизия, сп — стрелковый полк, пд — пехотная дивизия Вермахта, пп — пехотный полк Вермахта
1941-1945 г.г., в годы Великой Отечественной войны Межетчино было центром Межетчинского сельсовета.
1942 год, 16 августа Межетчино было освобождено от противника частями 125-й отдельной стрелковой бригады
1951 год, разрушена сельская каменная церковь
| Параметры       | 1626                     | 1782                               | 1863         | 1891                   | 1914                   | 2002         | 2010         |
| --------------- | ------------------------ | ---------------------------------- | ------------ | ---------------------- | ---------------------- | ------------ | ------------ |
| Название        | Ново Введенское          | Нововведенское                     | Межетчино    | Межетчино              | Межетчино              | Межетчина    | Межетчина    |
| Население       |                          | 65                                 | 253↗         | 219↘                   | 241↗                   | 3↘           | 2↘           |
| Дворов          |                          | 10                                 | 23↗          |                        |                        |              |              |
| Статус          | Село                     | Село                               | Село         | Село                   | Село                   | Деревня      | Деревня      |
| Уезд(Область)   | Можайский                | Медынский                          | Медынский    | Медынский              | Медынский              | Калужская    | Калужская    |
| Стан(Район)     | Михайловский             |                                    | 2            | 2                      | 2                      | Износковский | Износковский |
| Волость(сс, сп) |                          |                                    |              | Межетчинская           | Межетчинская           | Лысковский   | Михали       |
| Владелец        | Данила Иванович Мезецкий | Пётр Сергеевич Чекин               | Владетельное | н/д                    | н/д                    |              |              |
| При нём         |                          | церковь, деревянный господский дом |              | Земская школа, церковь | Земская школа, церковь |              |              |

## Население
| 2002 | 2010 |
| ---- | ---- |
| 3    | ↘2   |

## Инфраструктура
Личное подсобное хозяйство с зоной сельскохозяйственного использования, индивидуальная застройка усадебного типа.

## Транспорт
Деревня доступна автотранспортом. Остановка общественного транспорта «Межетчина». 
От Износок (41 км) каждый четверг ходит автобус до деревни Михали, откуда можно добраться до деревни Межетчина.